# Kauppakatu (Tampere)
Pour les articles homonymes, voir Kauppakatu.
La rue Kauppakatu  est une rue du centre-ville de Tampere en Finlande,.

## Présentation
Orientée est-ouest, Kauppakatu s'étend de la place centrale jusqu'au parc du Häme.
Plusieurs bâtiments sont conçus par des architectes connus, ainsi la maison Tirkkonen, au coin de Kauppakatu et Kuninkaankatu, conçue par Lars Sonck et Birger Federley, est un site patrimonial particulièrement précieux et d'importance nationale.
Les façades les plus anciennes du bâtiment Art Nouveau, datant de 1900 à 1901, sont protégées sur décision gouvernementale.

## Bâtiments
Un grand incendie le long de la rue commerçante a détruit de nombreuses maisons du quartier en 1865,.
Le parc immobilier actuel est un mélange de bâtiments commerciaux et bancaires du début du XXe siècle, d'architecture de bureau des années 1950 et de bâtiments commerciaux des années 1960.
| N° | Bâtiment               | Image | const.     | Architecte                                  | Réf.   |
| 1  | Mairie                 |       | 1890       | Georg Schreck                               | ,      |
| 1  | Kauppa-Häme            |       | 1965       | Aarne Ervi                                  | ,      |
| 2  | Maison Sandberg        |       | 1882–1897  | Frans Ludvig Calonius                       | [ 11 ] |
| 3  | Kauppakatu 3b          |       | 1934       | Georg Henriksson                            | ,      |
| 4  | Crédit coopératif (fi) |       | 1910       | Vilho Penttilä                              | ,      |
| 5  | Kiint.oy               |       | 1957       | Ole Gripenberg Bertel Gripenberg            | ,      |
| 6  | Maison Tirkkonen       |       | 1901, 1906 | Lars Sonck Birger Federley                  | ,      |
| 7  | Kansallispankintalo    |       | 1904–1916  | Birger Federley                             | ,      |
| 10 | Ylioppilastalo         |       | 1901       | Gustaf Nyström                              | [ 5 ]  |
| 11 | Maison Tuotanto (fi)   |       | 1914       | Birger Federley                             | ,      |
| 12 | Ainanlinna (fi)        |       | 1952       | Erkki Huttunen                              | [ 24 ] |
| 13 | Maison des paroisses   |       | 1956       | Elma Lindroos Erik Lindroos                 | [ 25 ] |
| 14 | Caisse d'épargne (fi)  |       | 1903, 1926 | Gesellius-Lindgren-Saarinen Birger Federley | [ 26 ] |
| 15 | Maison Tuulensuu       |       | 1929       | Bertel Strömmer                             | [ 27 ] |
| 16 | Kauppakartano          |       | 1963       | Mirjam Kulmala                              | ,      |